# Кюлліє

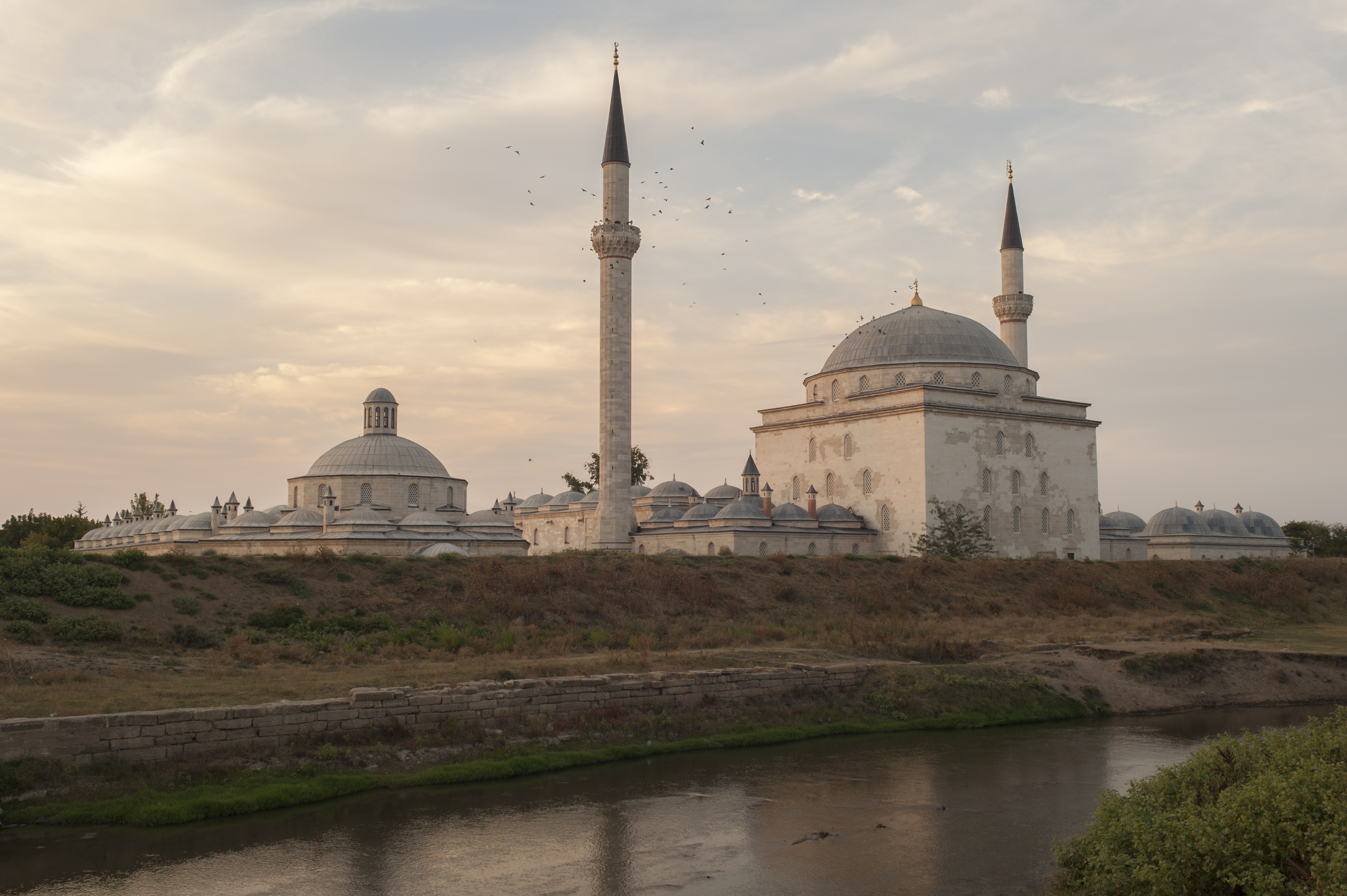
Кюлліє Баязида II в Едірне

Кюлліє (араб. كلية, тур. Külliye) — комплекс громадських будівель в Османській імперії, покликаний задовольнити потреби людей, що проживають навколо.

## Назва
Назва походить від арабського слова «кюлл», що перекладається як «все».

## Структура
Концепт кюлліє походить від давнього концепту мечеті як місця не лише для молитов, але й для харчування, навчання та ночівлі для бідних.
Кюлліє могло включати такі будівлі: мечеть, медресе, бібліотека, лазню, лікарню, початкову школу (тур. sıbyan mektebi), притулки (тур. tabhane), благодійні їдальні (тур. imaret), гробниці (тур. türbe), ринок, караван-сарай, готель (тур. han), мувакітхане (приміщення, де зберігався точно вивірений годинник, за якими визначали час намазу), фонтани різного призначення - шадирвани, чешме і себілі тощо. Не було правила, щоб в кожній кюллії обов'язково були всі ці будівлі. При будівництві враховувалися потреби місцевого населення.
Всі будівлі в складі кюлліє з самого початку планувалися як єдиний комплекс і будувалися відповідно до цього плану. Але, як видно на прикладі Айя Софії, деякі кюллії виникали навколо одного вже існуючого будинку.
У центрі більшості кюллій епохи Османської імперії знаходиться мечеть, а навколо неї вже розташовуються інші будівлі комплексу. Бувають кюллії, в центрі яких знаходиться не мечеть, а медресе, але таких значно менше.

## Історія
Кюлліє, як правило, це комплекс, що складається з мечеті і оточуючих її будівель соціального, релігійного і торгового призначення. Перші кюллії зустрічаються вже в епоху сельджуків і караханидів.
Кюллії були центральним елементом міської архітектури Османської імперії. В ісламі людина отримує винагороду (саваба) і після своєї смерті, поки люди користуються тими благодійними будівлями, які він звів. Їх будували правителі, члени їхніх сімей, представники правлячої еліти, багаті люди з метою послужити народу. Їхньою метою було те, щоб мусульмани, які безкоштовно обслуговуються в куллії, молилися за них чи членів їхньої родини. Благодійники забезпечували економічні потреби побудованих ними кюллій за допомогою створюваних тут же вакфів. Теперішнім аналогом кюлліє є соціальні служби. 
З приходом турків-османів у Анатолію з XI століття Кюллі набули широкого поширення, а їх золотий вік припав на епоху розквіту Османської імперії. Величними зразками таких комплексів є кюлліє Фатіх, побудована султаном Мехмедом II Завойовником і займає площу 101 000 м2, і кюлліє Сулейманія, побудована султаном Сулейманом I Пишним і відома великими розмірами своїх будинків. Багато кюллій Стамбулу побудовано Сінаном.